# Енріко Бароне
Енріко Бароне (італ. Enrico Barone; 22 грудня 1859, Неаполь, Італія — 14 травня 1924, м. Рим, Італія) — італійський військовий офіцер, економіст.

## Біографія
Енріко Бароне народився в Неаполі. До початку служби в армії активно вивчав математику, античну літературу та античні мови.
Через деякий час почав навчатися в Неаполітанській військовій академії 1874 року і підписав контракт на кар'єру в штабі італійських збройних сил. Технічно налаштований Енріко знайшов вихід для своїх здібностей у військовій стратегії та науці. Він опублікував низку значних історичних праць, таких як артилерійське орієнтування та інші. 1887 року він почав викладати військову стратегію в Артилерійському училищі та цього ж року зібрав свої лекції в підручнику. Обробка військової стратегії Бароне виходила за межі лише його технічних аспектів для включення відповідних економічних та соціальних ситуацій. Це дало йому право почати читання своїх праць у цих галузях. Бароне був офіцером італійської армії до 48 років, де досягнув найвищого звання. Коли йому було всього 35 років, він був професором Військового училища в Турині, де готували офіцерів, призначених для виконання завдань італійського генерального штабу. Він багато писав у галузі військової історії та стратегії. Однак, подібно до Парето, він занурився в економічну теорію Маффоо Панталеоні, і його причетність до нього під час його армійської кар'єри була набагато більшою, ніж у пристрасно відданого любителя.
1902 р. Енріко призначили главою історичного відділу Генерального штабу. А 1906 р. Бароне подав у відставку, після чого займався дослідженнями в галузі економічної науки. 1910 року отримав місце на кафедрі політичної економії в Передовому інституті економіки та торгівлі в Римі.
Енріко Бароне помер 14 травня 1924 року в Римі.

## Внесок в економіку

### Ефективність за Парето

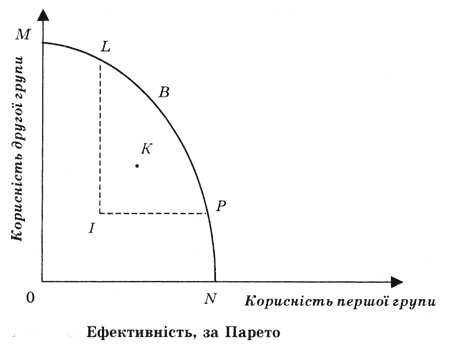
Ефективність за Парето

Бароне є автором кількох внесків в економіку, включаючи знамениту теорему про доходи та податки, яка має його ім'я. Він був першим, хто визначив умови, за яких ринок, керований режимом досконалої конкуренції, є ефективним для Парето. Він розширив поняття «ефективність Парето», стверджуючи, що не всі втрачені можуть компенсуватися відхиленнями від умов конкурентного балансу. Він представив пропорції фактору в змінній «неокласична економіка», сприяючи теорії граничної продуктивності. Він розширив умови загальної теорії рівноваги, що передбачало можливість випробувань руху та помилки до «ринкової рівноваги». Він був піонером теорії економічних показників.

### Соціалістична економіка

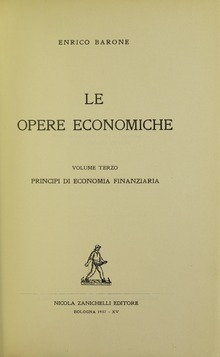
«Принципи фінансової економіки, 1937»

Бароне був названий «одним із засновників чистої теорії соціалістичної економіки». 1908 року він представив математичну модель економіки колективістів, згідно з якою певні умови, пізніше ідентифіковані з тіньовими цінами, повинні були зустрічатися, щоб досягти «максимального колективного добробуту». Останнє відповідає ціні виробництва за мінімальною ефективністю ефективності Парето при конкурентному балансі. Він зазначив, що цей результат не може бути досягнутий апріорно, а тільки шляхом експериментів у великих масштабах з високими вимогами щодо збору даних, навіть якщо враховувати фіксованість виробничих відносин. З цими припущеннями він вважає, що рух до економічної ефективності в колективістській економіці немислимий. Для цього режиму незалежно від правил розподілу, прийнятих Міністерством виробництва, ті ж економічні категорії знову з'являлися з точки зору цін, заробітної плати, відсотків, ренти, прибутку, заощаджень тощо. Хоча, можливо, вони мають різні назви. Його аналіз та відповіді австрійських економістів підштовхнули дискусію щодо проблеми економічного розрахунку та ринкового соціалізму в 30-х роках XX століття. Його метод також передбачав формулювання функції соціального добробуту Абрама Бергсона протягом трьох десятиліть.

### Список праць
- «На книзі Віксела», 1895, журнал «Економісти»
- «Розподіл досліджень», 1896, журнал економістів
- «Міністр виробництва у колективістській державі», 1908, журнал економістів
- «Дослідження фінансової економіки», 1912